# Rothwell (Automarke)

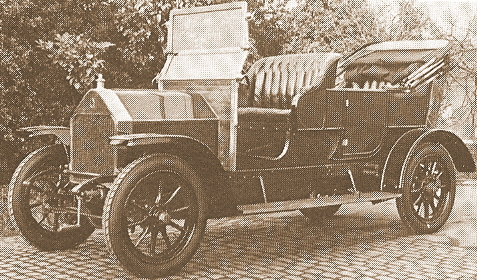
Rothwell 25-hp-Tourenwagen (1910)

Rothwell war eine britische Automobilmarke, die 1904–1916 von der Eclipse Machine Co. in Oldham (Lancashire) vertrieben wurde.
Die Rothwell-Modelle waren Fahrzeuge der Mittelklasse mit mittelgroßen Zwei- und Vierzylindermotoren. Bemerkenswert war der gegengesteuerte Vierzylindermotor des 25-hp-Modells, das 1910–1916 hergestellt wurde.
In der Zeit vor dem Ersten Weltkrieg war die Marke in Lancashire recht erfolgreich, jedoch beendete der Krieg die diesbezüglichen Aktivitäten von Eclipse. Nach dem Krieg lebte der Automobilbau nicht wieder auf.

## Modelle
| Modell   | Bauzeitraum | Zylinder | Hubraum  | Radstand     |
| -------- | ----------- | -------- | -------- | ------------ |
| 10/12 hp | 1904        | 2 Reihe  | 1407 cm³ | 2515 mm      |
| 10/12 hp | 1904        | 2 Reihe  | 1885 cm³ | 1981 mm      |
| 12/14 hp | 1904–1907   | 4 Reihe  | 1810 cm³ | 2489–2591 mm |
| 20/24 hp | 1905–1908   | 4 Reihe  | 4126 cm³ | 2972 mm      |
| 15 hp    | 1907–1908   | 4 Reihe  | 3406 cm³ | 2819 mm      |
| 25 hp    | 1910–1916   | 4 Reihe  | 4000 cm³ | 2896–2972 mm |
| 15 hp    | 1911–1914   | 4 Reihe  | 2496 cm³ | 2743 mm      |